# El Hadji Malick Ndiaye

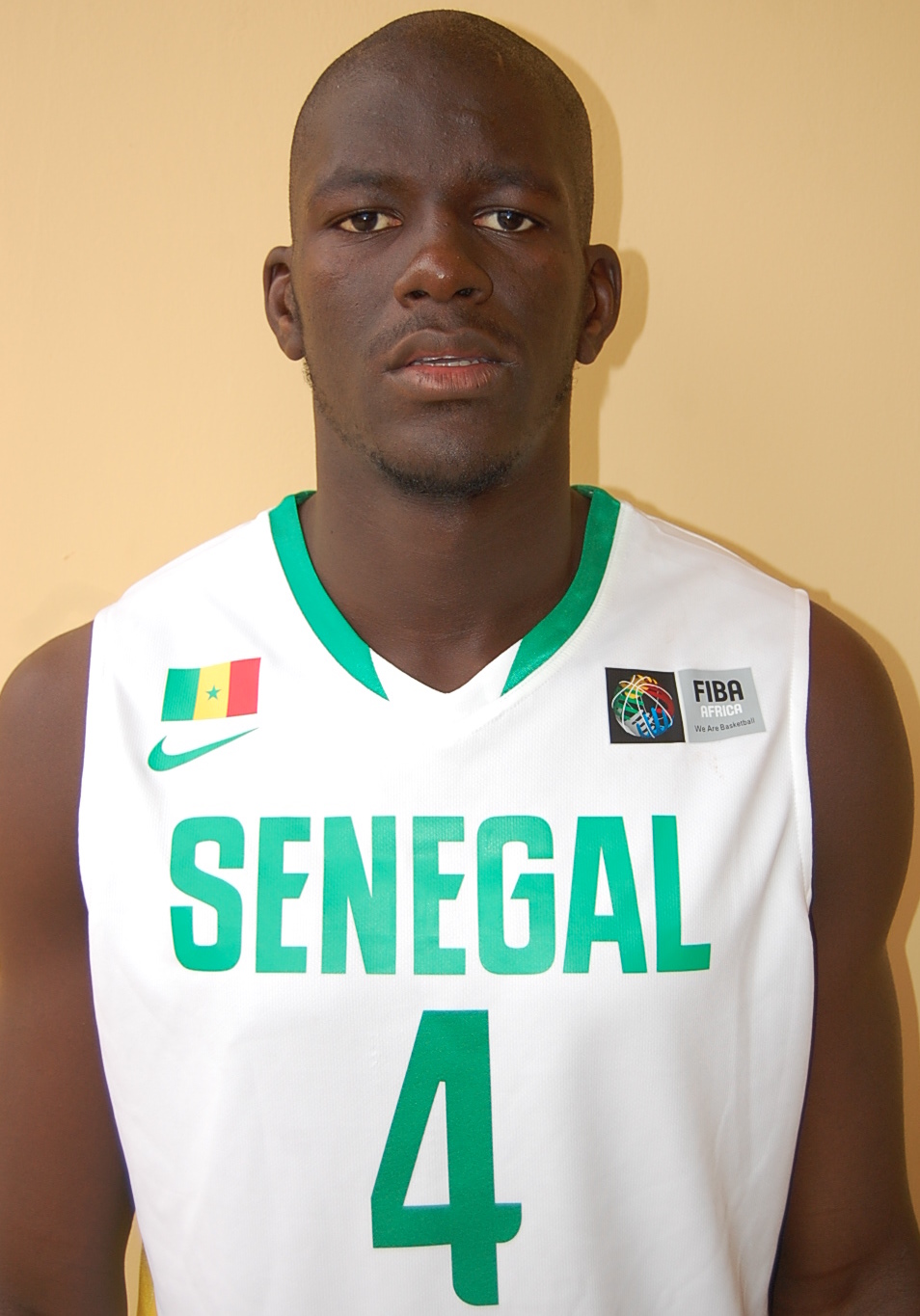
El Hadji Malick Ndiaye

El Hadji Malick Ndiaye, né le 18 novembre 1986, à Thiès, au Sénégal, est un joueur de basket-ball international sénégalais. Il joue aux postes de meneur, d'arrière et d'ailier.

## Carrière
- 2004-2009 DUC (Dakar Université Club Sénégal)
- 2009-2010 Al Jubail (Arabie saoudite)
- 2010-2011 DUC (Dakar Université Club Sénégal)

## Palmarès
- 2004
  - Champion du Sénégal en juniors
- 2005
  - Vainqueur coupe du maire en juniors
- 2006
  - Champion du Sénégal en juniors
- 2007
  - Sélection en équipe nationale olympique
- 2008
  - Vainqueur coupe du maire
  - Vainqueur championnat Afrique universitaires en Ouganda (médaille d'or et MVP du tournoi)
  - Finaliste coupe Saint Michel
  - Finaliste aux Jeux universitaires ouest africains au Ghana (médaillé d’argent)
  - Finaliste au Festival national du sport scolaire et universitaire (FENSSU) avec l’équipe de la Faculté des Lettres *
- 2009
  - Champion du Sénégal
  - MVP de la saison régulière[1]
  - Vainqueur coupe Saint Michel (meilleur joueur et meilleur marqueur)
- 2010
  - Vainqueur tournoi zone 2 avec l'équipe nationale A
- 2011 
  - Participation a la Coupe d'Afrique des Nations a Madagascar avec l'équipe nationale du Sénégal, classée 5e du tournoi[2]